# IC 4232
</tr 
IC 4232 је спирална галаксија у сазвјежђу Хидра која се налази на листи објеката дубоког неба у Индекс каталогу.
Деклинација објекта је - 26° 6' 33" а ректасцензија 13h 23m 22,2s. Привидна величина (магнитуда) објекта IC 4232 износи 13,8 а фотографска магнитуда 14,6. Налази се на удаљености од 144</tr милиона парсека од Сунца. IC 4232 је још познат и под ознакама ESO 508-61, MCG -4-32-10, IRAS 13206-2550, PGC 46779.